# Flash mob

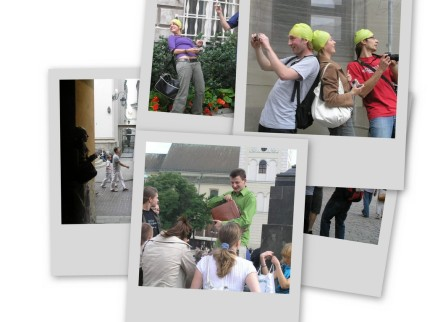
Flashmob nhảy Lumenatio năm 2007 tại Warszawa, Ba Lan.

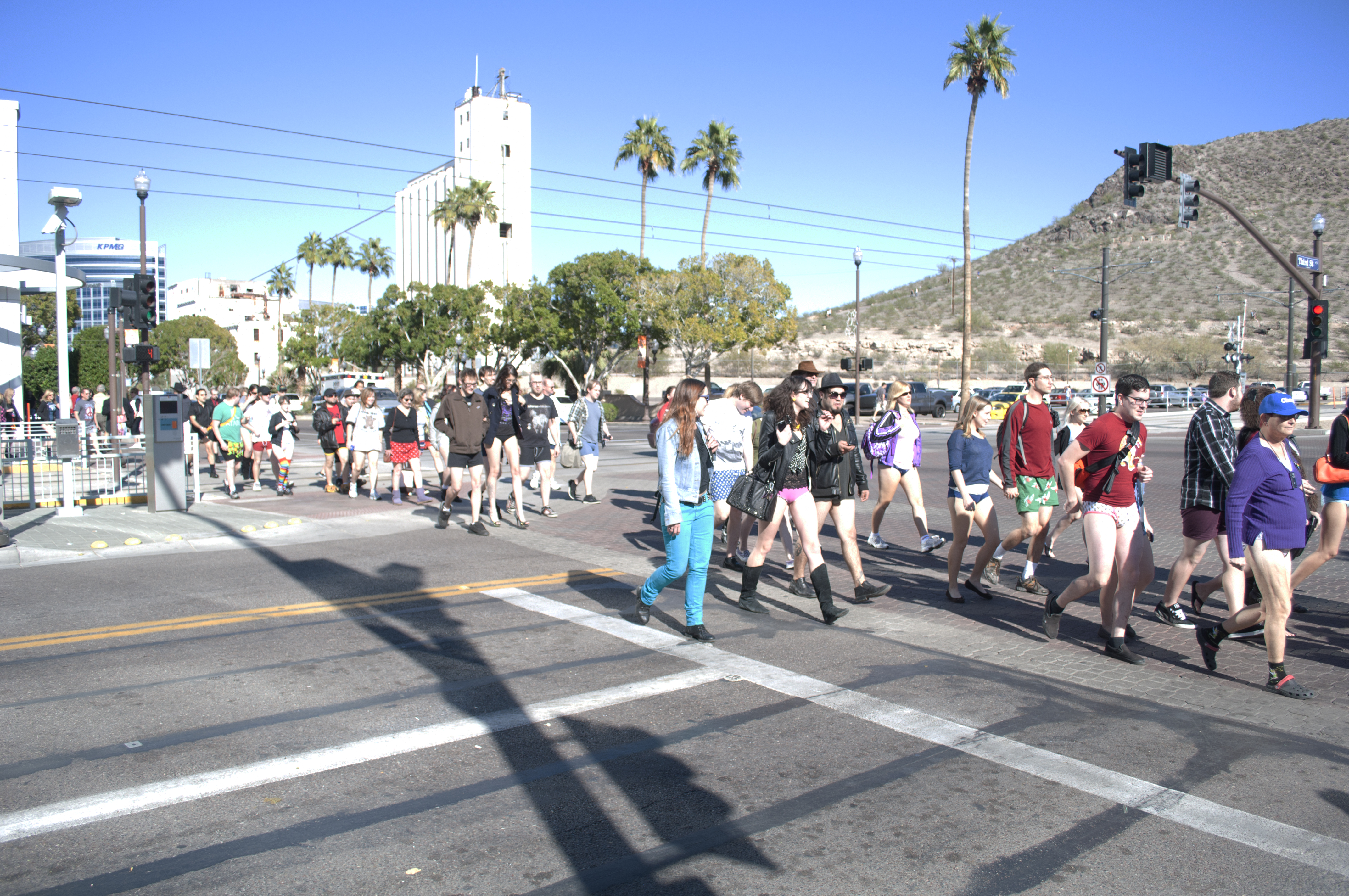
Flasmob không mặc quần diễu hành tại Tempe, Arizona, Hoa Kỳ 9/1/2012.

Flash mob hay flashmob (tiếng Anh, dịch là một cuộc huy động chớp nhoáng hay ngắn gọn là đám đông chớp nhoáng, "tự phát ngẫu hứng") là hoạt động của một nhóm bạn bè cùng hẹn trước (thông qua Internet, blog, email hoặc tin nhắn nhanh, SMS,...) nhanh chóng tụ họp tại một nơi công cộng để cùng làm một việc gì đó lạ mắt và lý thú theo kịch bản hay là tự phát ngẫu hứng rồi lập tức giải tán nhanh như là lúc tụ họp, xem như là chưa hề có chuyện gì xảy ra. Flash mob thông thường chỉ để làm một trò lạ mắt, vui nhộn, ngẫu hứng vô thưởng vô phạt nhằm góp vui cho mọi người; nhưng nhiều khi nó còn được sử dụng để gây chú ý trong việc truyền một thông điệp cụ thể nào đó; hiện nay nó còn được sử dụng trong các mục đích khác nhau, ví dụ như việc tỏ tình, quảng cáo, biểu tình vì các vấn đề xã hội và chính trị...
Hiện nay, nhờ Internet, Flashmob đã trở thành một hiện tượng toàn cầu, đặc biệt là một vài năm trở lại đây ở Việt Nam.

## Lịch sử

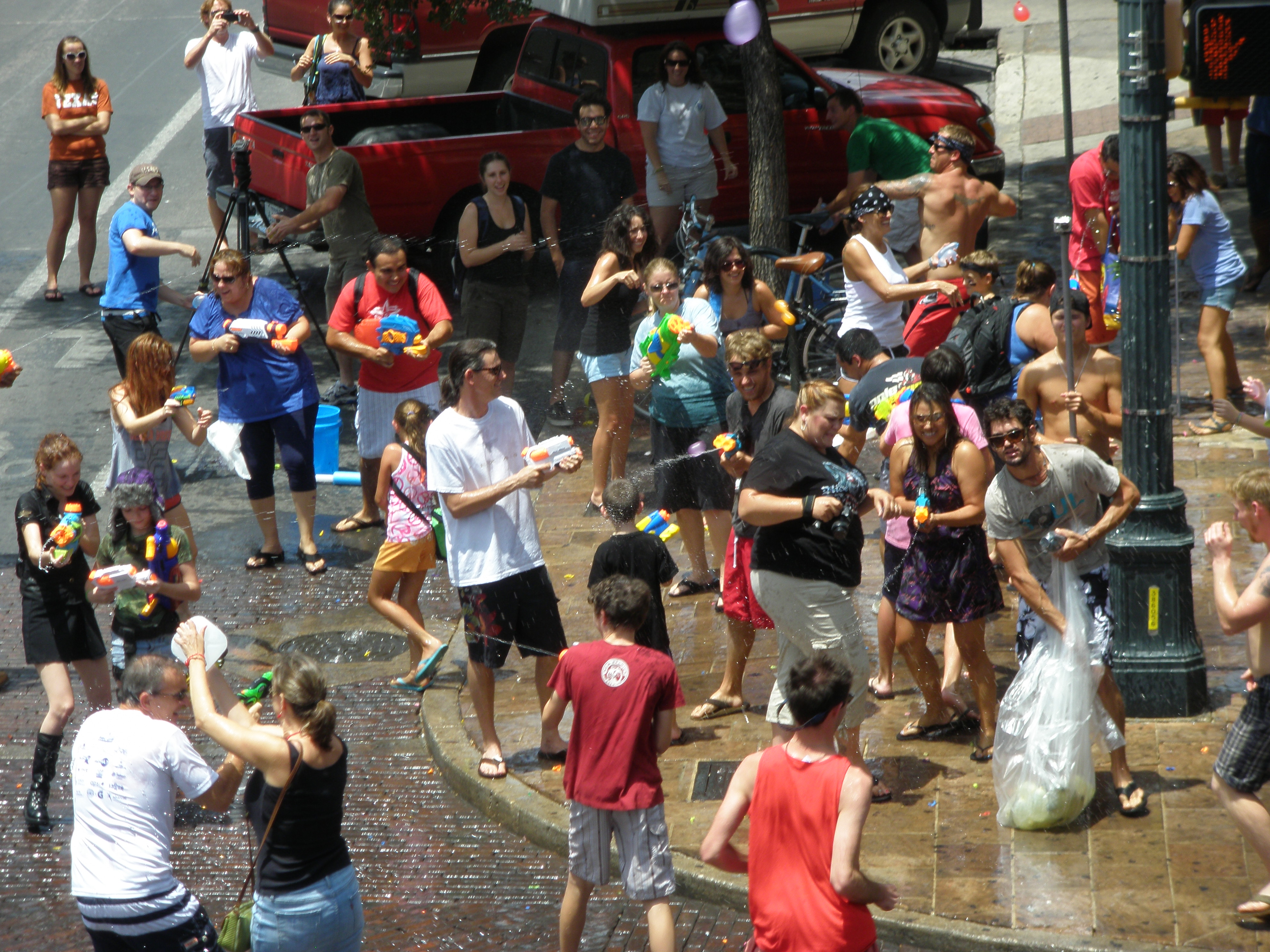
Flashmob bắn súng nước tại đường Trinity Streets ở Austin, Texas, Hoa Kỳ ngày 2/7/2011.

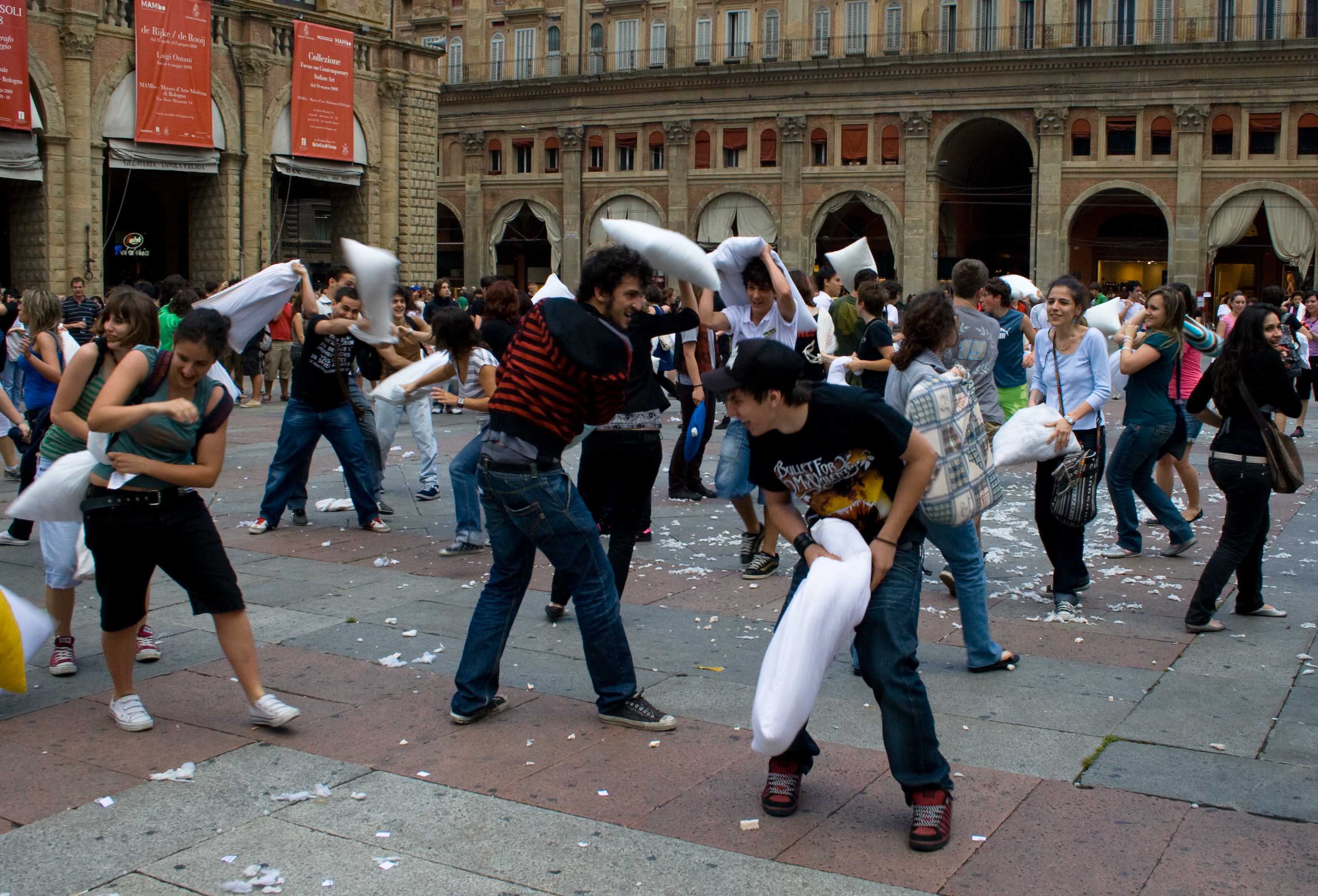
Đấu gối ôm ở Bologna, Ý

Flashmob được xem là đã ra đời vào năm 2003, theo sáng kiến của Bill Wasik, trưởng ban biên tập của tờ báo Harper's Magazine. Để huy động đám đông, anh đã phát tán một email hướng dẫn cho tất cả những người mà quen biết. Hơn 100 người đã đáp lời kêu gọi của anh và đã cùng xuất hiện tại cửa hàng Macy's ở New York. Họ tụ họp lại một cách bất ngờ, đồng loạt vỗ tay reo hò và chớp nhoáng rút lui.
Ngày nay, nhờ các mạng xã hội như Facebook và Twitter, Flashmob ngày càng trở nên phổ biến khắp thế giới, quy mô của một màn trình diễn cũng vì thế hoành tráng hơn, đa dạng về hình thức, lớn mạnh về số lượng tham gia, đặc biệt có những màn Flash mob có sự tham gia của hàng chục ngàn người. Những kiểu flashmob phổ biến có thể kể nhảy đồng diễn, đấu súng nước, đấu gối ôm, ôm tự do (free hugs),...
Những sự kiện flash mob lớn có thể kể "Ngày nhảy thế giới" (tiếng Anh: World Jump Day) tổ chức vào ngày 20 tháng 7 năm 2006. Hoặc là "Sàn nhảy im lặng" (Silent disco) vào tháng 4 năm 2007 tại nhà ga Victoria ở Luân Đôn với 4000 người đã tụ tập với các thiết bị nghe nhạc cầm tay của họ và nhảy múa . Hoặc là "Cuộc đấu Gối ôm Toàn cầu" (Worldwide Pillow Fight Day) vào ngày 22 tháng 3 năm 2008 được tổ chức tại trên 25 thành phố khắp thế giới và được coi là sự kiện flash mob lớn nhất từ xưa đến nay . Các thành phố tham gia bao gồm Atlanta, Beirut, Boston, Budapest, Chicago, Copenhagen, Dublin, Houston, Huntsville, Luân Đôn, Los Angeles, Melbourne, New York, Paris, Pécs, Stockholm, Sydney, Székesfehérvár, Szombathely, Thượng Hải, Vancouver, Washington DC, và Zurich và trở thành sự kiện hàng năm .

## Flash mob tại các quốc gia
Flashmob là vũ điệu của cả cộng đồng, không những giúp giải tỏa căng thẳng mà còn kết nối mọi người với nhau. Mặc dù không phân biệt lứa tuổi, tuy nhiên do hoạt động vui nhộn và sôi động, Flash mob dễ dàng thu hút các bạn trẻ tuổi teen trên toàn thế giới tham gia và dễ dàng tìm thấy các video mới quay cảnh nhóm nhảy Flash mob rầm rộ được đăng lên Youtube hàng giờ.

### Việt Nam
Rất nhiều teen Việt cũng đang say mê theo đuổi, thậm chí thành lập cả câu lạc bộ offline thường xuyên. Ở Việt Nam, phong trào Flash mob nói chung, hiện chỉ mới bắt đầu bằng những cuộc "nhảy đồng diễn" rất được cộng đồng chú ý và ủng hộ bởi nhiều người cảm nhận được tính tích cực và thú vị, ngẫu hứng của phong trào này và cũng vì tại Việt Nam còn thiếu những phương tiện và nơi giải trí cho thanh thiếu niên 

## Từ Internet ảo chuyển sang đời sống thật
Flash mob đã nhanh chóng được sử dụng vào nhiều mục đích khác nhau và một trong số đó là phục vụ cho tiếp thị quảng cáo. Một số công ty bắt đầu sử dụng các cuộc huy động chớp nhoáng để nâng cao hình ảnh, đánh bóng thương hiệu của mình. Họ nhận ra rằng hình thức quảng cáo này rất hợp với thị hiếu của thanh niên thời nay. Và nó không chỉ tác động trực tiếp đến người tham gia và người tận mắt chứng kiến sự kiện mà còn được truyền tải tới tất cả những ai xem lại sự kiện này thông qua email, tin nhắn, blog, diễn đàn, trang tin, trang video...

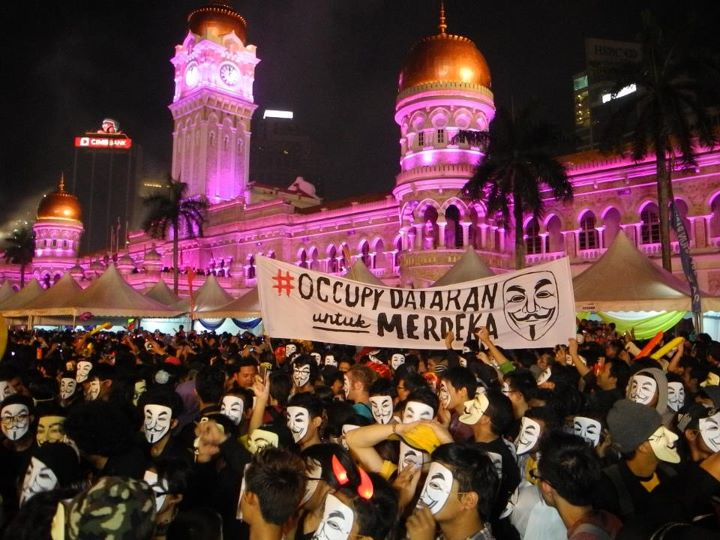
Hưởng ứng phong trào Chiếm lấy Phố Wall, nhóm biểu tình vận dụng flash mob đòi "Chiếm lấy Quảng trường Dataran Merdeka" tại Kuala Lumpur vào đêm Giao thừa 2011

Flash mob cũng bị một số bạn trẻ lợi dụng để tạo sự kiện gây sốc cộng đồng.
Flash mob cũng bị nhiều nhóm dùng để tập hợp nhanh một số người biểu tình vì mục đích chính trị, như trong chiến dịch Chiếm lấy Phố Wall. Như ngày 03 tháng 1 năm 2012, khoảng 200 người trong phong trào đã vận dụng Flash mob tại phòng đợi chính của sân bay New York để phản đối việc Tổng thống Obama ký Đạo luật Ủy quyền Quốc phòng (National Defense Authorization Act) mà những người biểu tình coi là bất lợi cho quyền tự do dân sự . Hoặc là hơn 50 ngàn người đã biểu tình bất bạo động vào tháng 12 năm 2011 tại Moskva, Nga để phản đối chính phủ Putin "gian lận bầu cử" từ những lời kêu gọi từ internet .

## Sự cố pháp lý
Tháng 7 năm 2009, một cuộc diễu hành flash mob đã bị ngăn chặn tại trung tâm thành phố Braunschweig, Đức không phải vì lý do bạo lực mà là vì làm gián đoạn công việc kinh doanh và dịch vụ, do pháp luật hiện hành tại địa phương quy định phải có một giấy phép sử dụng không gian công cộng cho một sự kiện bất kỳ. Vào ngày 10 tháng 12 năm 2011, khoảng 2000 người đã theo một lời kêu gọi từ Facebook dự những cuộc nhậu say đông người trong những chiếc tàu điện tại München , Kết quả: Khoảng 50 tàu điện bị phá với thiệt hại lên đến 230.000 Euro và nhiều người bị kiện bồi thường .
Tại Brighton, Anh Quốc, tháng 5 năm 2008, một cuộc tụ tập flash mob để ném gối ôm và bánh (Pie fight và pillow fight) do một lời kêu gọi đăng trên Facebook với gần 2000 người đã bị ngăn chặn vì lo ngại cho sức khỏe công cộng và an toàn . Mối quan tâm của cảnh sát đã được nâng cao bởi cuộc đấu nước flash mob liên quan đến hơn 350 người trang bị súng nước và xô nước đã gây thiệt hại hàng ngàn bảng Anh tại một công viên công cộng tại Quảng trường Thiên niên kỷ (Millennium Square), Leeds trước đó 1 tháng. Tháng 2 năm 2009, cảnh sát giao thông tại Luân Đôn đã yêu cầu ngừng sự kiện tổ chức "sàn nhảy im lặng" (silent disco) tại nhà ga thành phố .
Tại Hoa Kỳ trong năm 2009 và 2010, thành phố Philadelphia đã trải qua một làn sóng tội phạm qua flash mob, hoặc có ý định hoặc cố ý dẫn đến sự hủy diệt của tài sản tư nhân, bạo loạn, bạo lực, và gây thương tích cá nhân . Cảnh sát sử dụng vòi phun nước để giải tán đám đông và tạm giữ một ít người . Những sự kiện này đã được gọi là "cướp chớp nhoáng", "tội phạm flash mob" hay "bạo lực flash mob" ("flash robs", "flash mob crimes", "flash mob violence"). Những nhóm tổ chức flash mob hợp pháp và hòa bình đã phản ứng không đồng ý với những từ ngữ này và xem đó là không chính xác và gây tổn hại cho tiếng tăm của phong trào flash mob 
Ông Mark Leary, một giáo sư tâm lý học và thần kinh học tại Đại học Duke cho rằng: "Các thành phần bất hợp pháp và bạo lực cũng không phải là không giống như tội phạm thông thường, nơi một nhóm người làm điều gì đó bất hợp pháp," tuy nhiên "phương tiện truyền thông xã hội đã thêm vào khả năng tập hợp nhanh một nhóm lớn người dân, mà cá nhân bình thường sẽ không cướp một cửa hàng hoặc bạo loạn, nhưng sẽ bị lôi cuốn để có hành động sai trái mà khó xác định tung tích từng cá nhân" .